# Acció (setmanari valencianista)
Acció fou un setmanari nacionalista valencià i catòlic lligat al partit polític Acció Nacionalista Valenciana (ANV). La revista va publicar 112 números entre el 13 de maig de 1934 i el 18 de juliol de 1936. Tret d'una interrupció de tres setmanes, va poder eixir al carrer tots els dissabtes puntualment. La publicació emprava el format de diari (44 cm) i tenia una extensió habitual de quatre pàgines, si bé solia incrementar-les a sis o huit en determinades ocasions. Encara que es tractava d'un setmanari principalment polític, també cal anotar que dedicava bastant atenció als temes culturals i lingüístics i a la informació religiosa. Així mateix, hi havia una secció de cinema i una altra d'esports, secció on Miquel Adlert destacà com a col·laborador. La revista es difonia entre els nuclis valencianistes de tot el país. Va ser la segona publicació més longeva (per darrere d'El Camí, publicada pel Centre d'Actuació Valencianista) de la premsa valencianista durant la Segona República Espanyola.

## Ideologia
La capçalera d'Acció duia per subtítol "periòdic setmanal al servici de la Pàtria Valenciana", i la seua ubicació en l'espectre del periodisme polític volia correspondre's al diari Euzkadi, portaveu del Partit Nacionalista Basc, al diari català El Matí, i al setmanari El Temps, òrgan d'expressió d'Unió Democràtica de Catalunya (UDC). Sovint es reproduïen articles apareguts a les planes d'aquestes publicacions, d'autors, com ara, els polítics d'UDC, Pau Romeva, o de personalitats destacades del nacionalisme basc, com ara, José Ariztimuño (Aitzol), prevere inspirador del sindicat ELA-STV i promotor de la cultura basca. Aquest paral·lelisme el trobem políticament explicitat en l'editorial que escriuen arran de la presència d'ANV en la desfilada de la diada nacional de Catalunya: "Érem acompanyats pels dirigents i joventuts d'Unió Democràtica de Catalunya i junt ab la Delegació del Partit Nacionalista Basc. I la gent obria pas a la Senyera Valenciana i la Bandera Basca, en mig dels entusiastes crits de ¡Gora Euzkadi! i ¡Visca València lliure!". Representava una embrionària democràcia cristiana valencianista.
Cal destacar la presència constant al setmanari de la temàtica internacional: denúncies dels totalitarismes feixistes i soviètic; informació dels sindicats socialcristians belgues; divulgació de moviments personalistes francesos; simpatia pels moviments nacionalitaris d'arreu del món (Ucraïna, Irlanda, Polònia, Lituània, Occitània, Filipines, Algèria...). El volum de notícies i comentaris d'internacional supera el seguiment de la política espanyola, o, per a ser més precisos, de la política feta des de Madrid, ja que els nacionalismes perifèrics, sobretot el basc i el català però també el gallec, mereixen l'atenció de les planes d'Acció. Cal subratllar, per tant, que el valencianisme del setmanari no està reclòs en si mateix sinó que para l'atenció al que passa arreu del món i pren partit davant els esdeveniments.

## Consell de Redacció
El director era Francesc Soriano Bueso, el qual havia estat anteriorment a Barcelona on participà en la Federació de Joves Cristians de Catalunya i realitzà col·laboracions periodístiques per a El Matí. En el consell de redacció trobem de redactor en cap, Robert Moròder Molina, de secretari de redacció, Xavier Casp, i de redactors, Bernat Bono Barber, Isidre Machancoses Esteller, Antoni Senent Micó i Josep Vila Cabanes, que alhora exerceix d'administrador d'Acció. Amb el temps, s'afegirà com a columnista habitual i responsable d'esports, Miquel Adlert, que debutà al número 44 del 30 de març de 1935. En les planes del setmanari trobem sovint col·laboracions d'altres noms claus de la història del valencianisme, com ara, Nicolau Primitiu, Carles Salvador o Josep Giner.